# 이케 요시히로
이케 요시히로(일본어: 池頼広, 1963년 8월 25일 ~ )는 일본의 음악감독이다.

## 참가 작품

### 영화
- 《블러드-라스트 뱀파이어》 (2000)
- 《잼 필름스》 (2002)
- 《욕망》 (2007)
- 《키즈》 (2008)
- 《파트너-극장판》 (2008)
- 《뮤 MW》 (2009)
- 《행복을 기다리며》 (2009)
- 《내 첫사랑을 너에게 바친다》 (2009)
- 《우주쇼에 어서오세요》 (2010)
- 《탐정은 바에 있다》 (2011)
- 《닌자 키즈!!!》 (2011)
- 《극장판:타이거 앤 버니》 (2013)
- 《카라스:프로퍼시》 (2013)
- 《파트너 시리즈 X DAY》 (2013)
- 《극장판:타이거 앤 버니 더 라이징》 (2014)
- 《파트너-극장판 3》 (2014)
- 《세인트 세이야:레전드 오브 생츄어리》 (2014)
- 《죽은 자의 제국》 (2016)
- 《학살기관》 (2016)